# Poulo
Poulo (llamada oficialmente San Xulián de Poulo) es una parroquia española del municipio de Órdenes, en la provincia de La Coruña, Galicia.

## Entidades de población
Entidades de población que forman parte de la parroquia:
- Blanca
- Calle (A Calle)
- Costa (A Costa)
- Labandeira de Abaixo (Lavandeira de Baixo)
- Labandeira de Arriba (Lavandeira de Riba)
- Outeiro (O Outeiro)
- Pardiñas (As Pardiñas)
- Piñeiro (O Piñeiro)
- Senra (A Senra)

## Demografía
| Gráfica de evolución demográfica de Poulo entre 2000 y 2019 |
|                                                             |
| Datos según el nomenclátor publicado por el INE.            |